# 布羅季夫西克
50°24′49″N 26°30′11″E / 50.41361°N 26.50306°E
布羅季夫西克（烏克蘭語：Бродівське），是烏克蘭西北部的村莊，隸屬里夫內州的里夫內區。該村始建於1988年，面積1.68平方公里，海拔高度187米，2001年人口788，人口密度每平方公里469.9人。